# Александр Иванович Нос
Алекса́ндр Ива́нович Нос (ум. после 1436) — удельный князь пинский (до 1410 — после 1435), староста луцкий, старший сын князя Ивана Фёдоровича Носа.

## Биография
Князья Пинские вели своё происхождение от князя полоцкого и пинского Наримунта (ум. 1348), второго сына великого князя литовского Гедимина (1316—1341). Сын погибшего в битв на реке Ворскле в 1399 году Ивана Фёдоровича Носа, который (согласно современному украинскому исследователю Л. Войтовичу) был праправнуком Наримунта.
После смерти своего бездетного дяди, князя пинского Юрия Фёдоровича, Александр Иванович Нос унаследовал Пинское княжество. Был одним из ближайших сподвижников князя Свидригайла Ольгердовича.
В 1418 году удельные князья Южной Руси Фёдор Данилович Острожский и Александр Иванович Нос Пинский со своими дружинами захватили Кременецкий замок, где освободили из заключения Свидригайла. Вместе со своими соратниками Свидригайло Ольгердович захватил Луцк, но вынужден был под давлением своего двоюродного брата — великого князя литовского Витовта — бежать в Венгрию. В 1420 году Свидригайло со своими сподвижниками вернулся в Великое княжество Литовское, где примирился с Витовтом и получил во владение от него обширное удельное княжество.
В 1425 году князь Александр Нос находился в Кракове, где присутствовал на крестинах королевича Владислава, старшего сына Владислава Ягелло.
В 1430 году после смерти великого князя литовского Витовта и вступления на литовский великокняжеский престол Свидригайло Ольгердовича (1430—1432) Александр Нос Пинский стал одним из ближайших сподвижников последнего. В 1431 году участвовал в Луцкой войне ВКЛ с Польшей. В конце 1431 — начале 1432 года великий князь литовский Свидригайло назначил князя Александра наместником в Луцке. После свержения Свидригайло Ольгердовича и вступления на литовский великокняжеский трон Сигизмунда Кейстутовича Александр Нос сохранил должность луцкого наместника.
Во время гражданской войны в Великом княжестве Литовском (1432—1438) князь Александр Нос Пинский вначале поддерживал Свидригайла против нового великого князя литовского Сигизмунда Кейстутовича (1432—1440). После перехода Луцкой земли под контроль Сигизмунда Александр Нос не оставил свой пост. Участвовал в подписании актов в Тракае (20 января 1433) и Гродно (27 февраля 1433). В апреле 1433 года Александр Нос взял город Луцк, где возглавил местное восстание и перешёл на сторону Свидригайла, который поручил ему командование своими силами на Волыни.
Весной 1433 года луцкий наместник Александр «Нос» Пинский во главе русско-литовских дружин вторгся в пограничные польские владения, где разорил Холмскую землю вплоть до Самбора. Затем Александр Пинский вторгся на Берестейщину, которая признавала верховную власть Сигизмунда Кейстутовича. Брест-Литовский был осаждён, взят штурмом и сожжён. Русско-литовские отряды захватили брестские и чернорусские волости, напали на Полесье, где разорили окрестности Слуцка и Клецка. Польский военачальник Григорий Кердеевич с холмским шляхетским ополчением выступил против Александра Пинского, нанёс поражение и захватил его в плен.
В июне 1433 года князь Александр Нос как представитель Свидригайла вместе со старостой подольским заключил соглашение с генеральным старостой русским Винцентом из Шамотул и старостой галицким Михаилом Бучацким.
В следующем 1434 году луцкий наместник Александр «Нос» Пинский, оказавшийся на свободе, изменил Свидригайлу и перешёл на сторону великого князя литовского Сигизмунда Кейстутовича. В октябре Александр Иванович Нос отправил посольство в Вильно и присягнул на верность Сигизмунду Кейстутовичу. Великий князь литовский немедленно прислал в Луцк своим наместником литовского воеводу Гаштольда, который заменил в должности Александра Пинского.
В феврале 1436 года стал старостой Луцка — последнее упоминание о нём в источниках. Был женат на княжне Гурков (имя неизвестно), информации о детях нет.
После 1436 года князь пинский Александр Иванович «Нос» скончался, не оставив детей. Ему наследовал младший брат Семён Иванович, который правил в Пинске примерно до 1452 года.

## Комментарии
1. ↑  Свидригайло приходился двоюродным братом Михаилу Наримунтовичу — прапрадеду Александра Носа.